# Юпке, Петер
Петер Юпке (род. 3 июня 1957, Ингольштадт, Бавария) — немецкий дзюдоист, чемпион и призёр чемпионатов ФРГ, призёр чемпионатов Европы и мира.

## Биография
Выступал в суперлёгкой и полулёгкой весовых категориях (до 60 и 65 кг). В 1979 году стал бронзовым призёром взрослого чемпионата ФРГ. В дальнейшем ещё трижды становился серебряным призёром внутреннего чемпионата и четырежды — чемпионом. В 1983 году стал бронзовым, а в 1986 году — серебряным призёром чемпионатов Европы. В 1985 году занял второе место на чемпионате мира в Сеуле. Участвовал в летней Олимпиаде 1984 года в Лос-Анджелесе, где занял 10-е место.

## Выступления на чемпионатах ФРГ
- Первенство ФРГ по дзюдо среди среди юниоров 1977 года — ;
- Первенство ФРГ по дзюдо среди среди юниоров 1978 года — ;
- Чемпионат ФРГ по дзюдо 1979 года — ;
- Чемпионат ФРГ по дзюдо 1980 года — ;
- Чемпионат ФРГ по дзюдо 1981 года — ;
- Чемпионат ФРГ по дзюдо 1982 года — ;
- Чемпионат ФРГ по дзюдо 1983 года — ;
- Чемпионат ФРГ по дзюдо 1985 года — ;
- Чемпионат ФРГ по дзюдо 1987 года — ;
- Чемпионат ФРГ по дзюдо 1988 года — ;